# Палло, Арвид Владимирович
Арвид Владимирович Палло (3 февраля 1912, Москва — 17 января 2001, Королёв, Московская область) — конструктор, специалист по двигателям летательных аппаратов.

## Биография
- 1910 год — родители А. В. Палло переезжают в Москву из Латвии, где вели крестьянское хозяйство.
- 1911 год — отец работал по найму садоводом и цветоводом (последнее место его работы — оранжерейно-парковое хозяйство при Военно-воздушной академии (ВВА) имени Ю. А. Гагарина в пос. Монино Московской области), мать — домашняя хозяйка.
- 1912 год — 3 февраля рождение А. В. Палло.
- 1926 год — Арвид Палло закончил семилетнюю школу № 27 (Москва), временно работал в губернском отделе «Медсантруда».
- 1927 год — по направлению от биржи труда работал чертёжником-конструктором на Заводе им. И. И. Лепсе (Москва) и одновременно учился на вечерних спецкурсах общего машиностроения (были закрыты в 1928 году, после чего Палло поступил на вечерние чертёжно-конструкторские курсы).
- 1928 год — техник-конструктор на орудийном Заводе № 8 имени М. И. Калинина в Подлипках (сейчас в черте города Королёв) Московской области.
- 1928 год — до 1931 года, на заводе Машдорстрой.
- 1931 год — окончил вечерние курсы, получив профессию чертёжника-конструктора, и продолжил образование в Московском механико-машиностроительном институте им. Н. Э. Баумана (вечернее отделение).
- 1931 год — 1934 год работал в МАИ в технологической лаборатории.
- 1933 год — направлен на Завод № 124 имени С. П. Горбунова в Казань (из-за отъезда учёба в институте продлилась только два года).
- 1934 год — по 1936 год по призыву служил в рядах Красной Армии (сначала — в городе Моршанске, курсантом учебного дивизиона 16-го артполка АРТК, а с 1935 года — в Люберцах, мотористом и авиатехником в 116-й истребительной авиаэскадрилье).
- 1937 год — поступил на работу в Реактивный научно-исследовательский институт.
- с 1937 года — работал в НИИ-3 (с 1942 года — НИИ реактивной авиации, НИИ-1), был ведущим конструктором, затем — начальником экспериментальной испытательной станции. Принимал участие в создании и испытании крылатой ракеты военного назначения КР-212, а также ракетоплана РП-318-1 конструкции С. П. Королёва (продолжил работу и после ареста Королёва в 1938 году).
- 1940 год 28 февраля — под руководством Арвида Палло был испытан ракетоплан на аэродроме в Подлипках (аэродром находился на территории, занимаемой сейчас Центральным научно-исследовательским институтом машиностроения). 10 и 19 марта здесь прошли ещё два испытания, после чего работы по ракетоплану были свернуты. Следующей ступенью должно было стать создание самолёта с жидкостным ракетным двигателем (ЖРД).
- 1941 год — в начале Великой Отечественной войны Арвид Палло был ведущим испытателем при отработке жидкостного ракетного двигателя РД-1-А-1100 для истребителя БИ-1 (конструкции В. Ф. Болховитинова). Двигатель разрабатывался в НИИ-3, группой Л. С. Душкина, в которую были объединены два отдела — арестованных С. П. Королёва и В. П. Глушко. Работы по созданию самолёта БИ-1 положили начало практическому развитию реактивной авиации как в СССР, так и в мире. Первый полёт БИ-1 открыл эру ракетных полётов.
- 1942 год 20 февраля — проводятся испытания истребителя в посёлке Билимбай, в 60 км от Свердловска (ныне Екатеринбург). Во время очередного испытания самолётной двигательной установки, произошёл взрыв, в результате которого лётчик Г. Я. Бахчиванджи и конструктор А. В. Палло получили ожоги (одним из компонентов жидкостного ракетного топлива была азотная кислота). Невзирая на то, что Палло был в более тяжёлом состоянии, он помог Бахчиванджи выбраться из кабины. Его самого от слепоты спасли очки, которые он надел за мгновение до запуска двигателя. След от ожогов сохранился на лице конструктора до конца жизни. Комиссия установила, что причиной взрыва стало «усталостное разрушение металла камеры сгорания».
- 1942 год — Арвид Палло направлен в Нижний Тагил, где изготавливалась серия двигателей РДА-1-1100, а затем отозван в Москву, в НИИ-3, для участия в отработке двигательной установки к самолёту 302-П.
- 1945 год — после победы в Великой Отечественной войне Палло направили в Германию в составе группы А. М. Исаева для изучения трофейной немецкой техники. В Цинновице, на полигоне Пенемюнде он вместе с А. С. Раецким обследовал ракетную базу и испытательные площадки.

Палло посетил также авиазавод в Ростоке, затем выехал в Берлин для воссоединения с другими членами группы, а потом прибыл к месту назначения — на завод BMW в город Басдорф, где разрабатывались немецкие жидкостные ракетные двигатели.
Группа А. М. Исаева обнаружила закопанные в песок и полностью укомплектованные однокамерную и двухкамерную самолётные установки ЖРД, которые были тщательно упакованы в промасленную бумагу и толь. Была найдена техническая документация: перед тем, как покинуть завод, немецкие инженеры захоронили чертежи изделий и блоки насосных агрегатов под землёй, в алюминиевых тубах.
Группа Исаева восстановила один из испытательных стендов и провела на нём огневой запуск трофейного  ЖРД. Демонтаж существующих стендовых установок спецучастка был проведён только после того, как они были досконально изучены и подробно описаны (другие группы проводили демонтаж сразу после прибытия на место).
По завершении этой работы, группу разделили: часть советских специалистов осталась в Басдорфе, а другие — в том числе Исаев и Палло — отбыли в Тюрингию (Южная Германия). Из тюрингского города Леестен, после проведения первого огневого запуска жидкостного ракетного двигателя Фау-2, Исаев уехал в Нордхаузен, оставив вместо себя руководителем группы Арвида Палло. Чтобы проверить выполнение работ, в город Леестен несколько раз приезжал освобождённый В. П. Глушко.
В октябре 1945 году группа, у которой был уже новый руководитель, получила задание разработать новый проект стенда огневых комплексных наземных испытаний ракеты Фау-2, а также укомплектовать необходимую аппаратуру и оборудование. Испытания планировалось провести в Москве, на Ленинских горах.
В начале ноября в Леестене были изготовлены металлические узлы конструкции стенда, а в Нордхаузене — собраны две ракеты Фау-2. Весь комплекс, включая заправочные устройства, отправили в СССР автомобильным и железнодорожным транспортом. Арвид Палло был ответственным за железнодорожную перевозку. В декабре 1945 года весь груз прибыл в город Калининград (ныне Королёв) Московской области, в НИИ-4. Однако испытания на Ленинских горах были отменены, и дальнейшая судьба эшелонов неизвестна.
- 1949 год по 1957 год Арвид Палло — начальник стендовой установки лаборатории двигателей АН СССР, где под руководством академика Е. А. Чудакова проводилась отработка экспериментальных двигателей для военной авиации.
- 1958 год в мае по запросу С. П. Королёва Палло был переведён из лаборатории двигателей АН СССР в ОКБ-1. С этого времени и вплоть до выхода на пенсию, Арвид Палло работал в подмосковном Калининграде.
- 1960 год руководил секретной программой запусков собак на орбиту в рамках подготовки пилотируемого космического полета[1].
- 1961 год участвовал в работе поисково-эвакуационного отряда (по программе пилотируемой космонавтики), встречал на Земле вернувшихся из космических полётов Юрия Гагарина и Германа Титова.

Позже Палло работал над созданием долговременных орбитальных станций («Салют», «Салют-4» и «Салют-6»), а также автоматических межпланетных станций «Луна-1», «Луна-2», «Марс-1», «Венера-1», был ведущим конструктором станции «Луна-9», впервые совершившей мягкую посадку на поверхность спутника Земли.
- 1977 год — Арвид Палло вышел на пенсию и стал активно участвовать в ветеранской работе предприятия Энергия (РКК)[2].

## Членство в партии
- 1942 год — стал кандидатом в члены ВКП(б).
- 1944 год — член ВКП(б).
- 1950 год — (февраль). Решением Комиссии партийного контроля при ЦК ВКП(б) был исключён из ВКП(б) за «сокрытие факта нарушения группой работников правил внутреннего распорядка при проведении государственных испытаний объекта» (из автобиографии А. В. Палло (Российский государственный архив научно-технической документации (РГАНТД), ф. 107, оп. 6, ед. хр. 11, л. 2).
- 1952 год — подал апелляцию XIX Съезду партии, ходатайствуя о восстановлении членства в партии, но Комиссия ему отказала, порекомендовав вступать вновь на общих основаниях.
- 1956 год — (декабрь). Палло стал кандидатом в члены КПСС.

## Награды
- три ордена Трудового Красного Знамени (1946, 1961, 1974)
- Ленинская премия в области науки и техники (1966)

## Смерть
Умер 17 января 2001 года, похоронен на Введенском кладбище (13 уч.) рядом со своим младшим братом — Владимиром Владимировичем Палло, главным конструктором Научно-производственного центра им. М. В. Хруничева.

## Память
Личный архив А. В. Палло был передан им на постоянное хранение в Российский государственный архив научно-технической документации (РГАНТД); фонд этот насчитывает более тысячи документов и включает в себя как научно-техническую документацию, так и фотоматериалы.